# Línea de Alta Capacidad de Granada
La Línea de Alta Capacidad (comúnmente conocida como LAC) fue un sistema de BRT (Bus de tránsito rápido) que daba servicio al centro de la ciudad de Granada (España) integrado en su red de autobuses urbanos. Su objetivo era cubrir, con alta frecuencia y tiempo de estacionamiento muy reducido, al distrito centro de la ciudad, complementando el recorrido transversal del Metro de Granada y el resto de líneas de bus urbano. Fue desmantelado al terminar la legislatura en 2019.
Fue inaugurado el 29 de junio de 2014 como consecuencia de la entrada en vigor del Plan de Movilidad Sostenible de 2011, el cual trajo consigo una importante reorganización de todas las líneas de transporte en la ciudad. Su gestión y titularidad, como el resto de líneas urbanas, corresponde al área de movilidad del Ayuntamiento de Granada.

## Historia

### Antecedentes
La necesidad de reestructurar la movilidad en Granada tiene su origen en el desarrollo urbano de la ciudad de finales del siglo XX. Tradicionalmente, Granada estaba compuesta de pequeños núcleos de baja densidad desconectados entre sí, pero esto cambió con el crecimiento económico y el considerable aumento de la población en la ciudad. A partir de la década de 1950, la ciudad experimentó un gran crecimiento en sus dos extremos — en especial los distritos de Chana y Zaidín — mientras que el centro urbano, principalmente por encontrarse enclavado entre la Vega de Granada y la Alhambra, se mantuvo estable. Esto provocó que la red urbana de carreteras adquiriese forma de "reloj de arena", convirtiendo el centro en un auténtico cuello de botella para la movilidad.
La red de autobuses urbanos, cuya creación data de 1962, tenía como uno de sus principales misiones conectar los nuevos barrios entre ellos. Su fiabilidad, rapidez y economía con respecto a la antigua red de tranvías hicieron que acabara por sustituir este sistema. Así, las líneas se crearon utilizando el camino más corto y denso para llegar de un extremo a otro: el centro. Esto provocó un importante problema en la década de los 90: El crecimiento exponencial en el número de vehículos y la saturación de las principales arterias en el centro de la ciudad mermaron notablemente la rapidez y la eficiencia del autobús.
Los problemas se hicieron aún más notables una vez ya entrada la década de los 2000. Granada se situaba año tras año como una de las cinco ciudades con pero calidad del aire de España, con valores cercanos a ciudades como Madrid o Barcelona a pesar de no contar con un tejido industrial o una densidad de población comparable a estas ciudades. Parte de estos datos se debe a la particular situación geográfica entre montañas de la ciudad, que hacen más complicado que la polución salga de su área, y otra parte lo constituía la importante saturación de sus principales arterias.

### Planteamiento inicial: Un tranvía para el centro
Uno de los primeros antecedentes de la Línea de Alta Capacidad tiene su origen en el año 2007, cuando el Ayuntamiento proyectó la creación de un tranvía por el centro de la ciudad. El sistema debería hacer las funciones de lanzadera del resto de la red y complementar el recorrido del por entonces futuro Metro de Granada. Tendría una alta frecuencia y los intercambiadores adecuados para garantizar su efectividad. El binomio metro-tranvía sería similar al de la ciudad de Sevilla, con una línea transversal de metro y un tranvía con funciones de lanzadera para el centro. Responsables del Ayuntamiento se trasladaron a ciudades como Burdeos para analizar modelos similares al planteado.
El operador del servicio realizó en 2008 un estudio y una encuesta entre los ciudadanos para valorar la propuesta del tranvía y su eventual trazado, cuyos resultados arrojaron una fría acogida y obligaron al ayuntamiento a replantearlo. La mayoría de los encuestados se mostraban reacios a que la desaparición de todas las líneas de autobús que atravesaban la Gran Vía pudiese hacerse realidad, y además mostraban cierto rechazo al impacto visual que podría tener la instalación de raíles y catenarias en el casco histórico de la ciudad.
En la presentación del proyecto, el ayuntamiento aseguró que el tranvía cubriría el eje Gran Vía y Avenida de la Constitución, con extremos en la Plaza de la Hípica y en Avenida de Andaluces, donde se harían sendos intercambiadores con el futuro metro. Sin embargo, la propuesta generó cierto desconcierto, ya que a pesar de insistir en que sería un tranvía, el alcalde aseguraba a los medios de comunicación que no tendría catenaria y tampoco raíles, ya que según los técnicos supondrían un impacto económico elevado y podrían ser un peligro a motoristas y ciclistas. 
Técnicamente la ausencia de estos elementos impedía que pudiese tratarse de un tranvía, lo cual obligó a buscar nuevas alternativas.

### Desarrollo del proyecto definitivo y construcción

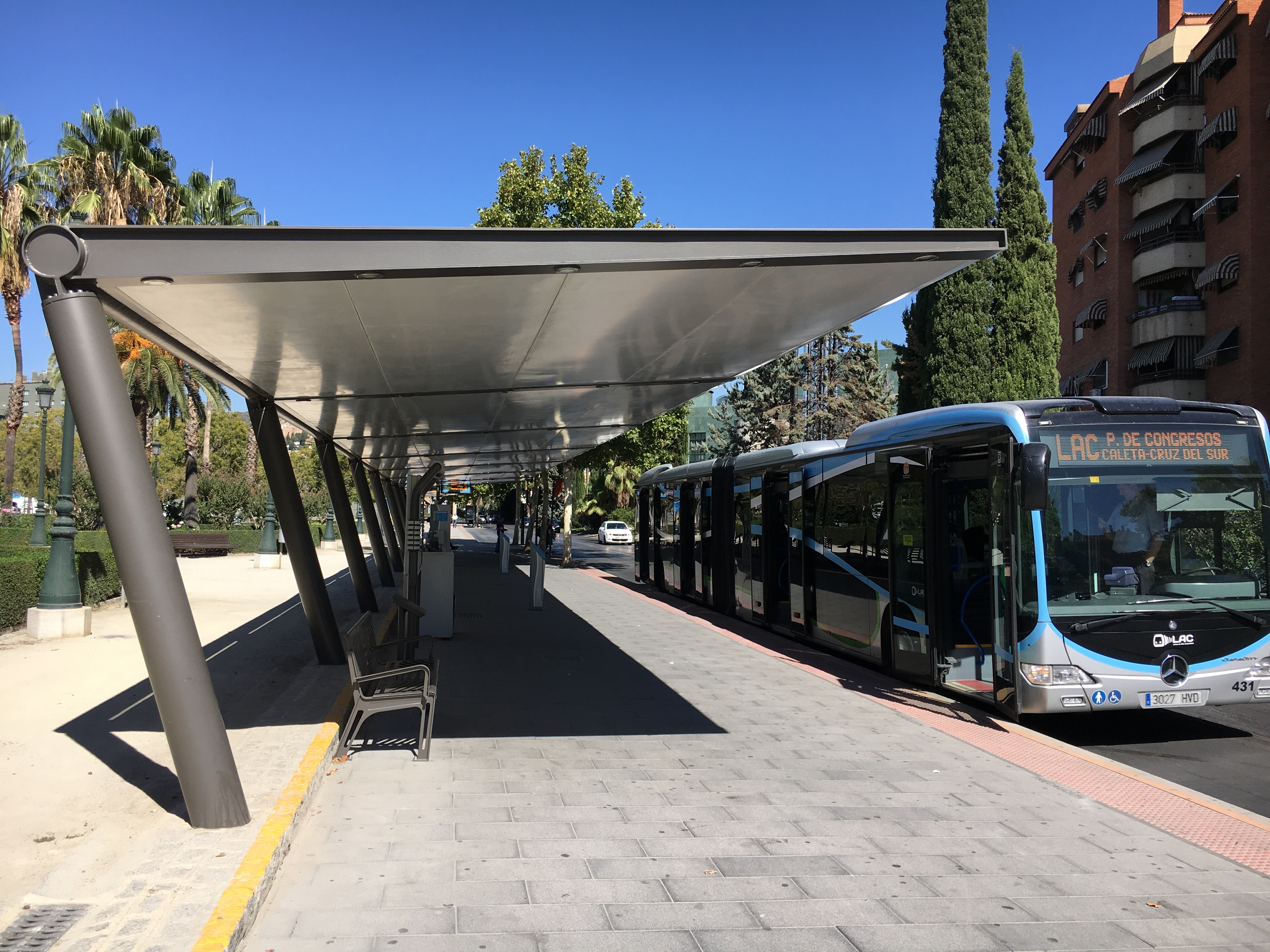
Un autobús LAC estacionado en el intercambiador de «Violón».

El proyecto quedó paralizado hasta que en 2011, la promulgación por parte del Gobierno de España de la Ley de Economía Sostenible obligó a las grandes ciudades a desarrollar Planes de Movilidad Sostenible que garantizasen modos de desplazamiento eficientes desde una perspectiva económica, social y medioambiental: El sistema de transporte público urbano debía adaptarse para sustituir a los vehículos privados y reducir las emisiones contaminantes a la atmósfera. 
Esto obligó al ayuntamiento a reestructurar la red de transportes, ya que la que existía por aquel entonces no cumplía los requisitos medioambientales establecidos por la Comisión Europea y hubiese provocado la pérdida de las subvenciones al transporte público. Los constantes colapsos de la movilidad de la ciudad y que el 70% de las líneas atravesasen la Gran Vía de Granada convertía a esta calle en una de las vías con mayor afluencia de autobuses de España, con una frecuencia de entrada media de un bus cada minuto, con la considerable cantidad de emisiones que esto suponía.
Así, se contrató a una consultora de movilidad y se formó un grupo de trabajo junto a expertos de la Universidad de Granada, que analizaron la red de transporte con el objetivo de detectar sus debilidades. Sus conclusiones fueron que los principales problemas eran la gran superposición que existía entre líneas, así como falta de eficiencia en la velocidad y los importantes retrasos de llegada. Esto se hacía más patente en el centro, dónde había un total de cien autobuses que atravesaban el eje de Reyes Católicos, Gran Vía y Avda. de Constitución. La mayor parte cubrían la ruta norte-sur, realizando recorridos complicados y de larga duración, con gran cantidad semáforos y puntos de congestión, lo cual hacía muy complicado cumplir con las frecuencias teóricas.
El Plan de Movilidad sostenible planteaba un nuevo modelo completamente distinto al existente. Las largas líneas se sustituían por unas de corto recorrido, divididas en «Norte», «Sur» y «Centro». Vertebrando esto,  un único servicio de alta capacidad y frecuencia que atravesase de forma exclusiva el centro de la ciudad, haciendo de lanzadera de toda la red. Este proyecto rescataba la idea del tranvía por el centro, aunque la negativa del ayuntamiento a un sistema con raíles y catenaria obligaba a buscar alternativas similares.
Finalmente, tras estudiar diversas opciones se optó que la opción que mejor conjugaba todos estos requisitos era la del BRT: Un tipo de servicio híbrido, que se caracteriza por trasladar a un autobús características propias de un tranvía: El uso de vehículos largos y articulados, la validación y compra de títulos de transporte en las paradas, la entrada y salida al vehículo por todas las puertas, la prioridad de paso y la frecuencia alta. 
Su diseño se inspiró en los sistemas del mismo tipo de otras ciudades, como los metrobuses de Buenos Aires, los RETBus de Barcelona o el MetroGuagua de Las Palmas de Gran Canaria. Su diseño también inspiró otros sistemas posteriores, como el TranBus de Zaragoza.
Se definió que el nuevo BRT, al que se bautizó con el nombre de «Línea de Alta Capacidad» o simplemente «LAC», haría el recorrido entre el Palacio de Congresos y Caleta a través del eje de Gran Vía, Reyes Católicos y la Avenida de la Constitución, con dos intercambiadores en sendos extremos que permitieran enlazar con el resto de líneas del servicio y con el metro.
En mayo de 2014 el ayuntamiento comenzó los trabajos de construcción de las nuevas paradas y los intercambiadores correspondientes. Se adquirieron 15 unidades del modelo CapaCity de Mercedes Benz; un bus de gran capacidad con características específicas para servicios de BRT. Durante el mes de junio el operador del servicio utilizó los nuevos buses para realizar pruebas de circulación sin pasajeros.

### Inauguración

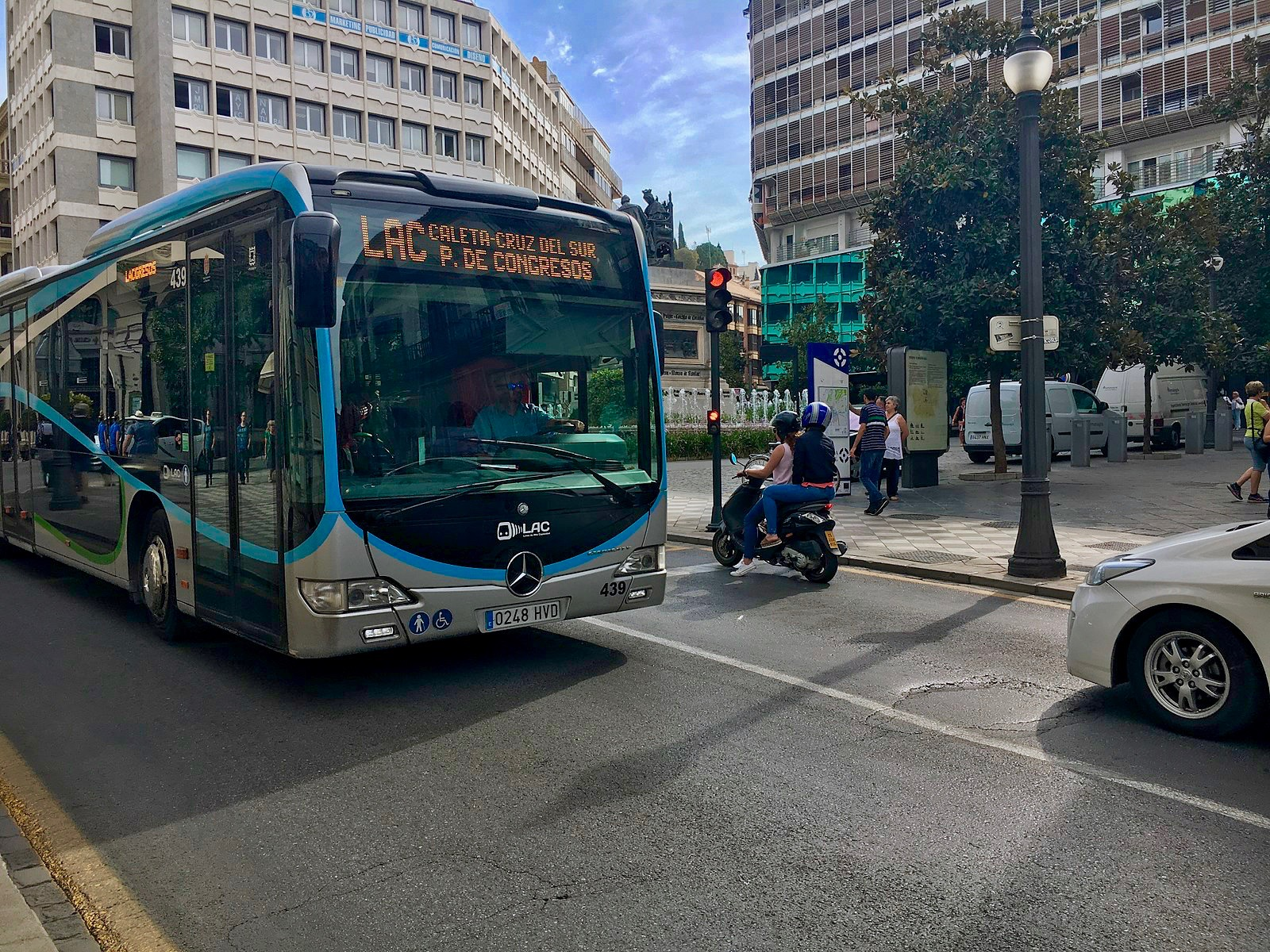
Un bus LAC saliendo de Gran Vía en dirección a la parada «Puerta Real».

Finalmente, la Línea de Alta Capacidad se estrenó el 29 de junio de 2014 junto con el resto de nuevas líneas de la ciudad. Durante las primeras semanas, el servicio se hizo gratuito para favorecer la adaptación de los ciudadanos al nuevo sistema, que por primera vez en 30 años unificaba los cientos de autobuses del centro urbano en una sola línea.
En noviembre del mismo año, debido a las demandas vecinales, el Ayuntamiento amplió la línea en una parada en su extremo sur, hasta Plaza de las Américas, con el fin de favorecer la conexión del LAC con el área residencial del Zaidín y la estación de metro Alcázar Genil.
A pesar de que los datos arrojaban una mejora del 33% en la calidad del aire en el centro de la ciudad tras la entrada en funcionamiento del LAC, la recepción por parte de los ciudadanos fue dispar: Si bien el servicio LAC aumentaba la rapidez y frecuencia para los desplazamientos por el centro, el sistema de líneas cortas también aumentaba considerablemente la necesidad de realizar transbordos con respecto al antiguo sistema, lo que suscitó fuertes críticas de parte de la ciudadanía, especialmente de aquella que vivía en los barrios periféricos.
Finalmente, con el objetivo de atender las críticas vecinales, el Ayuntamiento decidió crear en noviembre de 2014 tres nuevas líneas largas similares a las del anterior sistema (SN3, SN4 y SN5). Meses más tarde, se decidieron trasladar el trazado de algunas de estas líneas a la Gran Vía, perdiendo así el LAC la exclusividad en este eje.

## Infraestructuras

### Flota

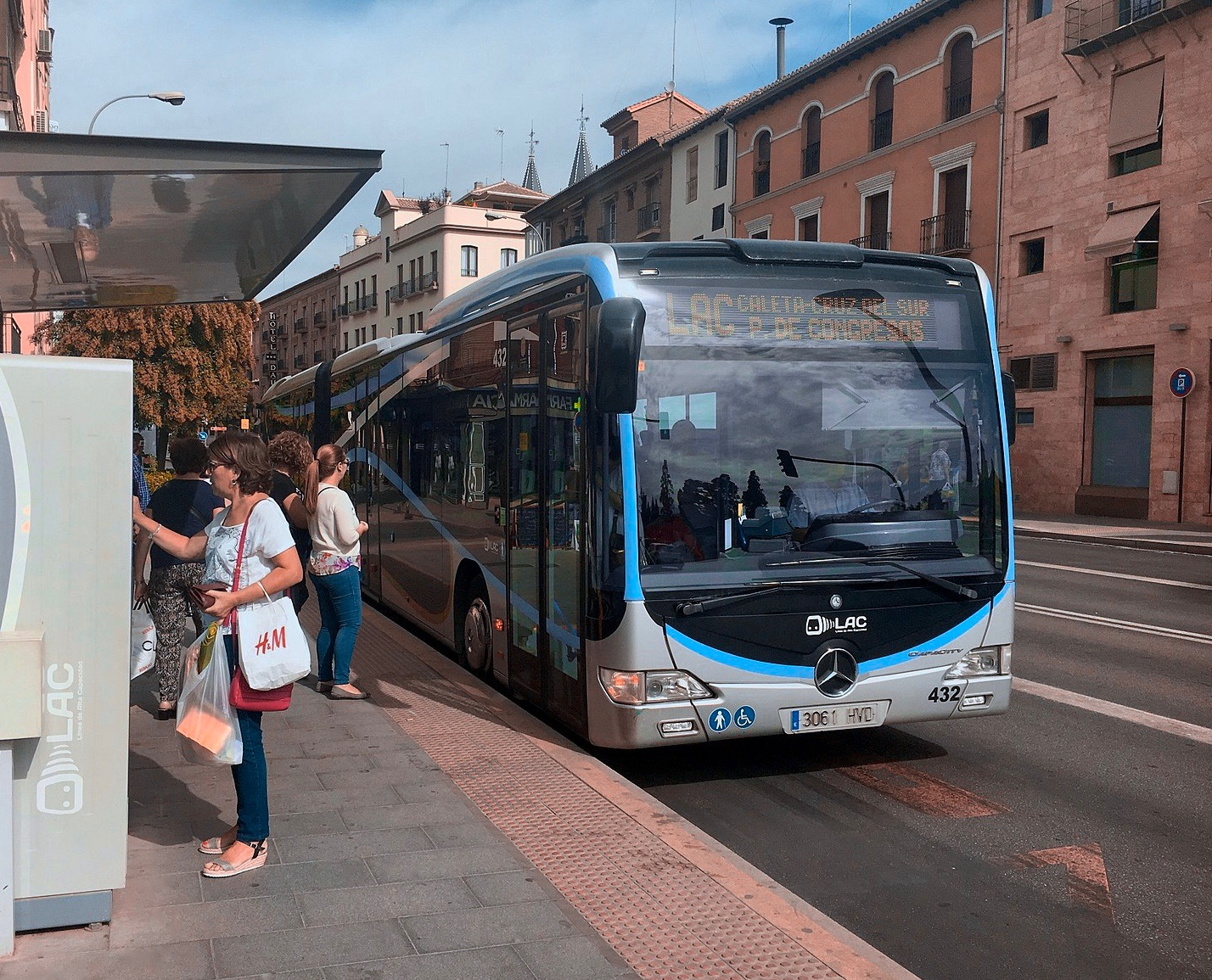
Andenes y máquinas de compra de títulos de transporte de la parada de «Puente Blanco».

La flota de la línea de Alta Capacidad está compuesta por quince autobuses articulados específicos para servicios BRT del modelo CapaCity de Mercedes Benz. Cada vehículo posee 20 metros de longitud y tiene una capacidad para aproximadamente 200 viajeros. Disponen de cuatro puertas que permiten indistintamente la entrada y salida de los pasajeros, teniendo una de ellas rampa desplegable para permitir el acceso a personas con movilidad reducida. En el interior de los vehículos, el sistema está dotado de pantallas de información al viajero y megafonía automatizada. Aunque en un principio se planteó utilizar vehículos eléctricos para dar servicio a la línea, el alto coste que suponía en un vehículo de tales características llevó a que el Ayuntamiento optase por autobuses de bajas emisiones.
Con el fin de dotar de una identidad propia al LAC frente al resto de servicios urbanos, sus autobuses presentan un diseño propio: Además de tener logotipo e imagen corporativa diferenciados, los autobuses poseen elementos decorativos en color azul, frente al resto de líneas urbanas cuyos autobuses son rojos.

### Paradas
Las paradas de la línea de Alta Capacidad poseen marquesinas diferentes a las del resto de líneas de bus urbano. Las paradas del LAC, con una disposición propia de un andén, se encuentran elevadas y tienen una longitud equivalente a la de los autobuses a fin de permitir el acceso y salida por todas las puertas del vehículo. Todas las paradas son accesibles a personas con movilidad reducida, poseen paneles electrónicos de información al viajero y máquinas automáticas de adquisición y recarga de títulos de transporte.
Así mismo, cada parada incorpora entre uno y varios puestos de validación de billetes, ya que al contrario que en el resto de líneas, esta se realiza antes de subir al autobús mediante un lector de tarjetas sin contacto para los abonos o un lector de códigos de barras en el caso de los billetes sencillos.

## Recorrido y servicio

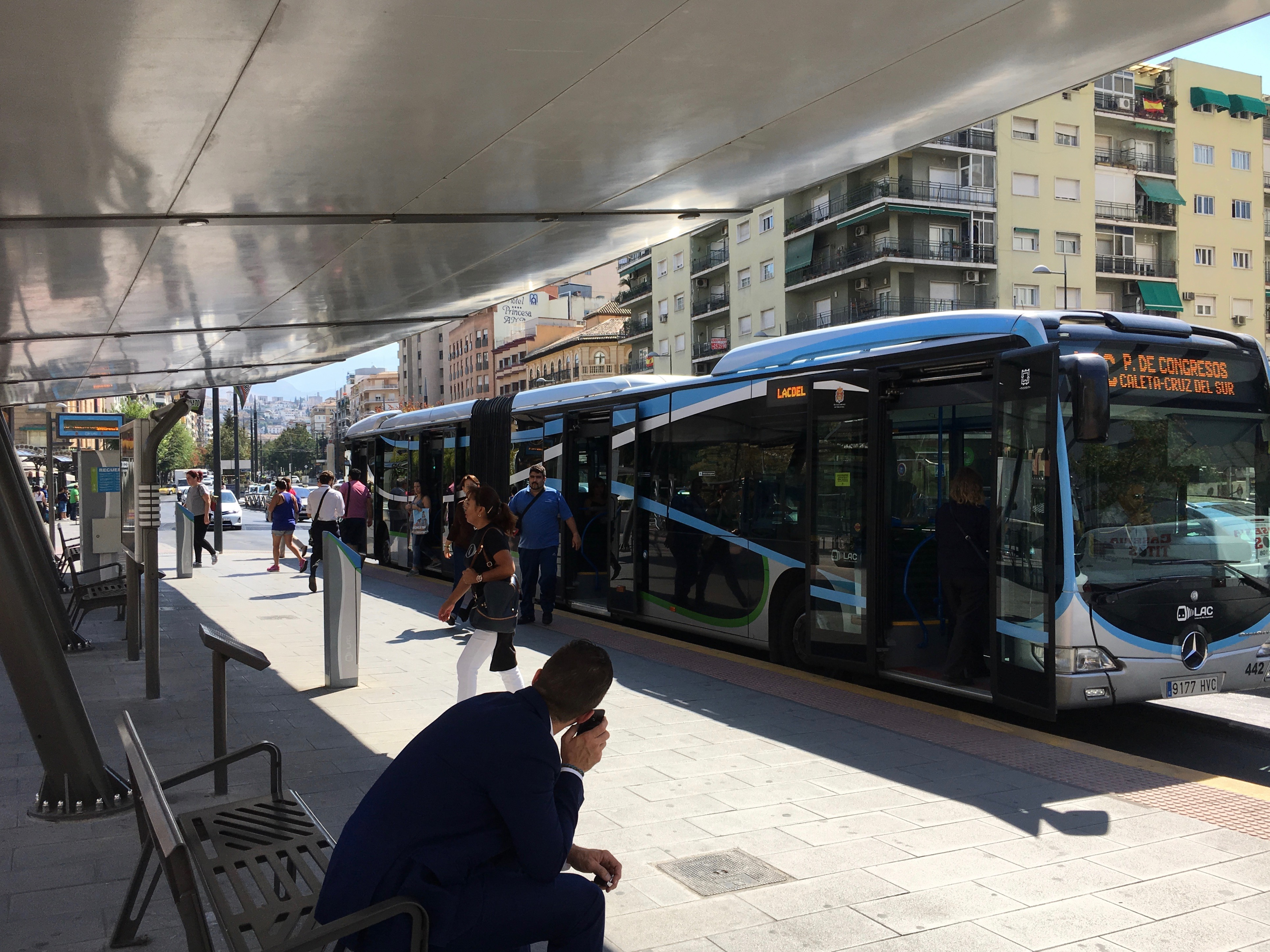
Un bus de la Línea LAC dando servicio en el Intercambiador de Caleta.

El objetivo principal del trazado de la Línea de Alta Capacidad es dar servicio al distrito centro de Granada. El diseño de la línea vertebra el resto de la red de bus y actúa como lanzadera de las demás líneas, además de complementar el recorrido transversal del Metro de Granada. La frecuencia de paso teórica es de 3 minutos en hora punta y de 6 minutos en horas valle.
Es la única línea que atraviesa todo el centro de la ciudad. Su trazado, partiendo de La Caleta, discurre por la Avenida de Andalucía, Cruz del Sur, Avenida del Sur, Avenida de la Constitución, Gran Vía, Reyes Católicos, Puerta Real, Acera del Darro y Paseo del Violón, dando la vuelta en el entorno de la Plaza de las Américas para volver en sentido inverso por el mismo itinerario. Existen dos intercambiadores principales, uno para el área norte en Caleta y otro para el área sur en Violón. El LAC permite un número de transbordos gratuitos ilimitados con el resto de líneas de la red de bus urbano durante los primeros 60 minutos tras la primera validación.
El trazado de la Línea de Alta Capacidad, en sentido Palacio de Congresos lo componen las paradas: «Villarejo», «Juzgados», «Andaluces», «Fuente Nueva», «Padre Suárez», «Marqués de Falces», «Catedral», «Puerta Real», «Puente Blanco» y «Violón». En sentido Caleta las paradas son «Violón», «Plaza de las Américas», «Palacio de Congresos», «Humilladero», «Fuente de las Batallas», «Gran Vía», «Sagrado Corazón», «Triunfo», «San Juan de Letrán», «Caleta» y «Villarejo».
Este recorrido da servicio a un gran número de puntos de interés, como el Hospital General de Granada, la Catedral, los Juzgados, la estación de ferrocarril, el Ayuntamiento o el Palacio de Congresos. A lo largo de sus cuatro kilómetros también se encuentra la mayor concentración de establecimientos comerciales, monumentos y edificios administrativos de la ciudad.

### Intermodalidad

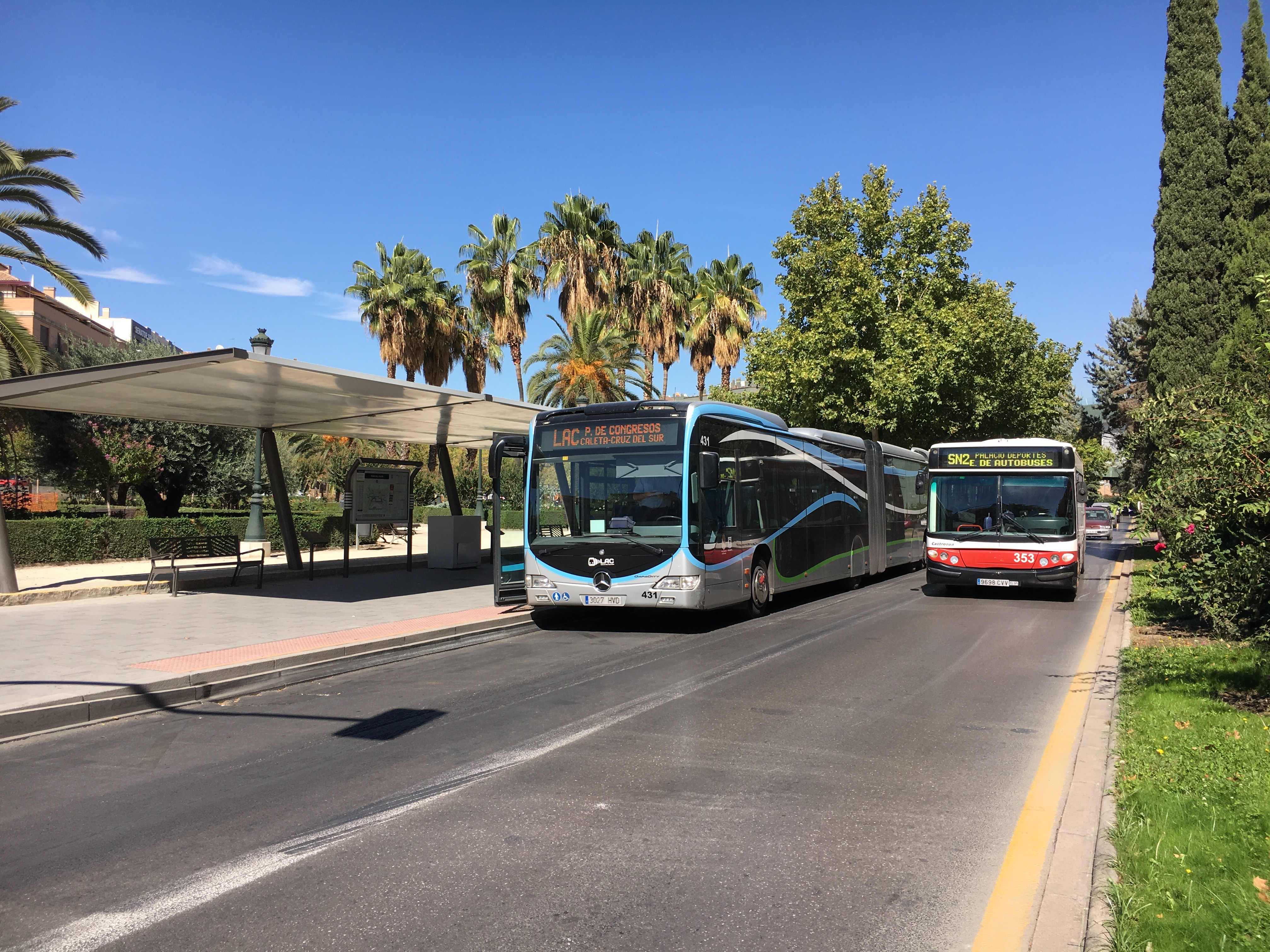
Un bus de la Línea LAC, junto a otro de la línea SN2, dando servicio al intercambiador del Paseo del Violón.

Debido a su función como línea lanzadera, la Línea de Alta Capacidad conecta con todas las líneas de la red de autobuses urbanos de Granada en distintos puntos. En particular, existen dos intercambiadores con grandes marquesinas situados en ambos extremos de la línea que tienen como función conectar con las líneas específicas de cada zona, las transversales, el Metro de Granada y con las principales líneas de bus interurbano del Consorcio de Transportes de Granada.
- El Intercambiador de Caleta, situado en la plaza del mismo nombre permite la conexión con la mayoría de líneas Norte (N1, N3, N4, N5 y N6), las transversales SN3, SN4 y SN5 y la línea universitaria U1. También permite la conexión con el metro a través de la estación de Caleta, a escasos metros.
- El Intercambiador del Paseo del Violón, situado en el paseo homónimo junto al Palacio de Congresos de Granada es intermodal con la mayoría de líneas Sur (S1, S2 y S3) y con la línea transversal SN2. A 200 metros del intercambiador se encuentra la estación de metro Alcázar Genil.

La Línea de Alta Capacidad conecta con la Estación de Ferrocarril en «Andaluces» y «San Juan de Letrán». También tiene varios puntos de conexión con las estaciones de metro a lo largo de su recorrido: Villarejo en la parada del mismo nombre y Estación Ferrocarril en «Andaluces».
Con respecto al resto de líneas de bus urbano, la parada de «Triunfo» permite la intermodalidad con el resto de líneas Norte (N7, N8 y N9) y a través de las paradas «Gran Vía» y «Catedral» existe conexión con las líneas Centro de microbús que dan servicio a la Alhambra y el barrio del Albaicín (C1, C2, C3 y C4). En cuanto a los buses metropolitanos, los principales puntos de conexión están en «Palacio de Congresos» y «Violón», donde enlaza con el núcleo de líneas metropolitanas del Parque de Bomberos y el núcleo de Avenida de Andalucía cercano a Villarejo.